# Гуляевка (Одесская область)
Гуляевка (укр. Гуляївка) — село, относится к Березовскому району Одесской области Украины.
Население по переписи 2001 года составляло 418 человек. Почтовый индекс — 67353. Телефонный код — 4856. Занимает площадь 1,58 км². Код КОАТУУ — 5121281201.

## Известные люди
В селе родился российский инженер Витольд Трофимович Загороднюк.

## Местный совет
67353, Одесская обл., Березовский р-н, с. Гуляевка, ул. Гагарина, 7